# Мартин Лорънс на живо
„Мартин Лорънс на живо“ (на английски: Martin Lawrence Live: Runteldat) е щатска стендъп комедия от 2002 г. с участието на Мартин Лорънс, режисиран от Дейвид Рейнр.